# Volksstadion Rostock
Das Rostocker Volksstadion ist ein Fußballstadion in Rostock. Es wurde zwischen 1923 und 1928 erbaut und fasst 8.000 Stehplätze auf Naturtribünen. Es befindet sich in der Nähe des Ostseestadions, des Leichtathletikstadions und in direkter Nachbarschaft zur Schwimmhalle. Bevor das Ostseestadion erbaut wurde, war das Volksstadion die größte Sportstätte Rostocks. Es soll Fußballspiele mit mehr als 20.000 Zuschauern gegeben haben, was aufgrund der geringen Fläche allerdings unwahrscheinlich erscheint. 
Es existiert ein eingezäunter Gästefanblock, der aber nur bei „Problemspielen“, wie beispielsweise gegen den BFC Dynamo vollständig geschlossen wurde.

## Planung und Bau
Bereits 1912 gab es erste Ideen und Vorhaben der Rostocker Arbeitersportler sich einen eigenen Platz zu schaffen. Aufgrund des Ausbruchs des Ersten Weltkrieges wurden sämtliche Überlegungen jedoch zurückgestellt und erst 1923 wieder aufgenommen. Die mecklenburgische Landesregierung stellte dem Rostocker „Kartell für Arbeiterbildung, Sport und Körperpflege“ im Juni 1923 200.000 Mark zur Verfügung, unter der Voraussetzung, dass auch die Stadt Rostock einen entsprechenden Zuschuss gewährt. Bereits einen Monat später übertrug die Stadt dem Kartell die hinter der damaligen Rennbahn gelegene Barnstorfer Sandkuhle, eine Fläche von 38.000 Quadratmetern. Der Rostocker Gartenbau-Architekt Arno Lehmann entwarf eine für damalige mecklenburgische Verhältnisse gewaltige Arena für 20.000 Zuschauer. Im Dezember 1923 begannen erste Vermessungen. Durch die Inflation seiner Zeit waren die von der Landesregierung bereitgestellten 200.000 Mark mit Baubeginn entwertet. Daraufhin beschloss das Arbeitersport-Kartell jeden seiner erwachsenen Mitglieder einen Sonderbeitrag in Höhe von 20 Mark aufzuerlegen. Sportler und Arbeitslose wurden zu Erdarbeiten herangezogen. Im Juli 1926 glaubte man auf eine prähistorische Grabstätte gestoßen zu sein, jedoch entkräfteten nähere Untersuchungen diese Annahme. Vor dem Haupteingang am Barnstorfer Wald stieß man auf einen 2,60 m großen Findling aus rotem schwedischen Granit. Die Stadt beschlagnahmte das Andenken an die Eiszeit und ließ den „alten Schweden“ bis zu einer späteren Verwendung vor Ort wieder eingraben. Nach Beendigung der Bauarbeiten maß das Spielfeld 70 mal 105 Meter und wurde von einer 400 Meter langen aus Lehm, Torfmull und Schlacke geschichteten Laufbahn umgeben. In den Kurven befanden sich Sprung- und Wurfplätze, auf der Westseite eine 2,70 Meter hohe Stehtribüne und auf der Ostseite ragte eine Rasenböschung auf.

## Weihe
Das damals größte Rostocker Stadion, zudem das erste Leichtathletikstadion Mecklenburgs und eines der größten von Arbeitersportlern errichteten Stadien der Weimarer Republik, erhielt nach schleppender Fertigstellung am 29. Juli 1928 seine Weihe. Der Festtag begann mit einem Konzert von 200 proletarische Spielleuten auf dem Margaretenplatz in der Kröpeliner-Tor-Vorstadt. Am anschließenden Festumzug zum Arbeitersport-Stadion beteiligten sich 3000 begeisterte Menschen. In der Arena wehten die Fahnen des ATSB, der Republik, des Landes Mecklenburg und der Stadt Rostock. Vier ausgestellte Lautsprecher brachten die Ansagen der Festredner, unter anderem Mecklenburgs Ministerpräsident Paul Schröder, der Reichstagsabgeordneter Carl Schreck und der Stadtrat Dr. Langerstein, allen 10.000 Zuschauern gut zu Gehör. Nach mehreren Sportvorführungen endete die Festlichkeit erst in den Abendstunden.

## Umbenennung

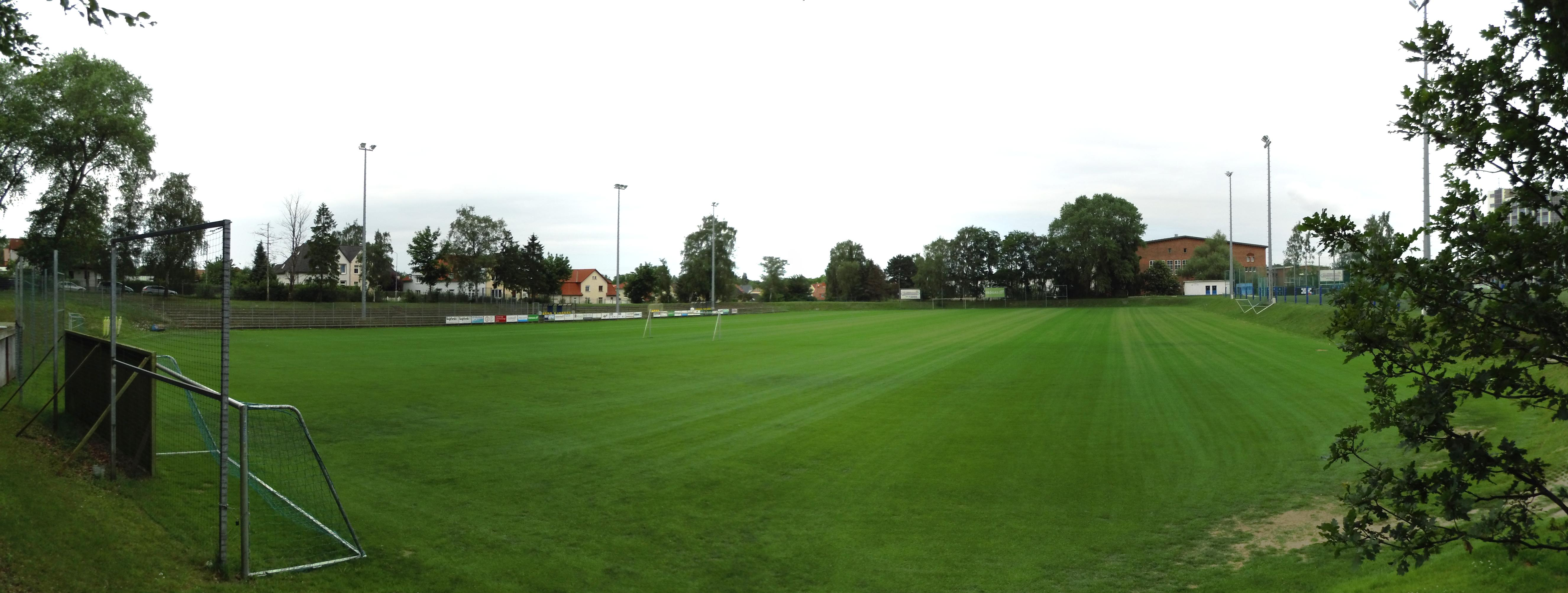
Rostocker Volksstadion 2012

Im Jahr 1933, nur wenige Jahre nach der Weihe, beschlagnahmten die Nationalsozialisten das Arbeitersport-Stadion und benannten es in Volksstadion um. Noch heute trägt die Sportstätte diesen Namen.

## Neubeginn nach dem Zweiten Weltkrieg
1945 verboten die Besatzungsmächte zunächst alle deutschen Sportvereine. Vom örtlich gebildeten „Antifaschistischen Jugendausschuss“ wurde das Rostocker Stadtgebiet in vier Sportgruppen geteilt. Anfang 1946 wurde das bis dahin von der Roten Armee benutzte Volksstadion der Sportgruppe Mitte zugewiesen. Die Wiederherstellung der Anlage mit Spielfeldern, Laufbahnen, Sprunggruben, Zäunen und Toren dauerte bis Ende Oktober 1947.

## Nutzung

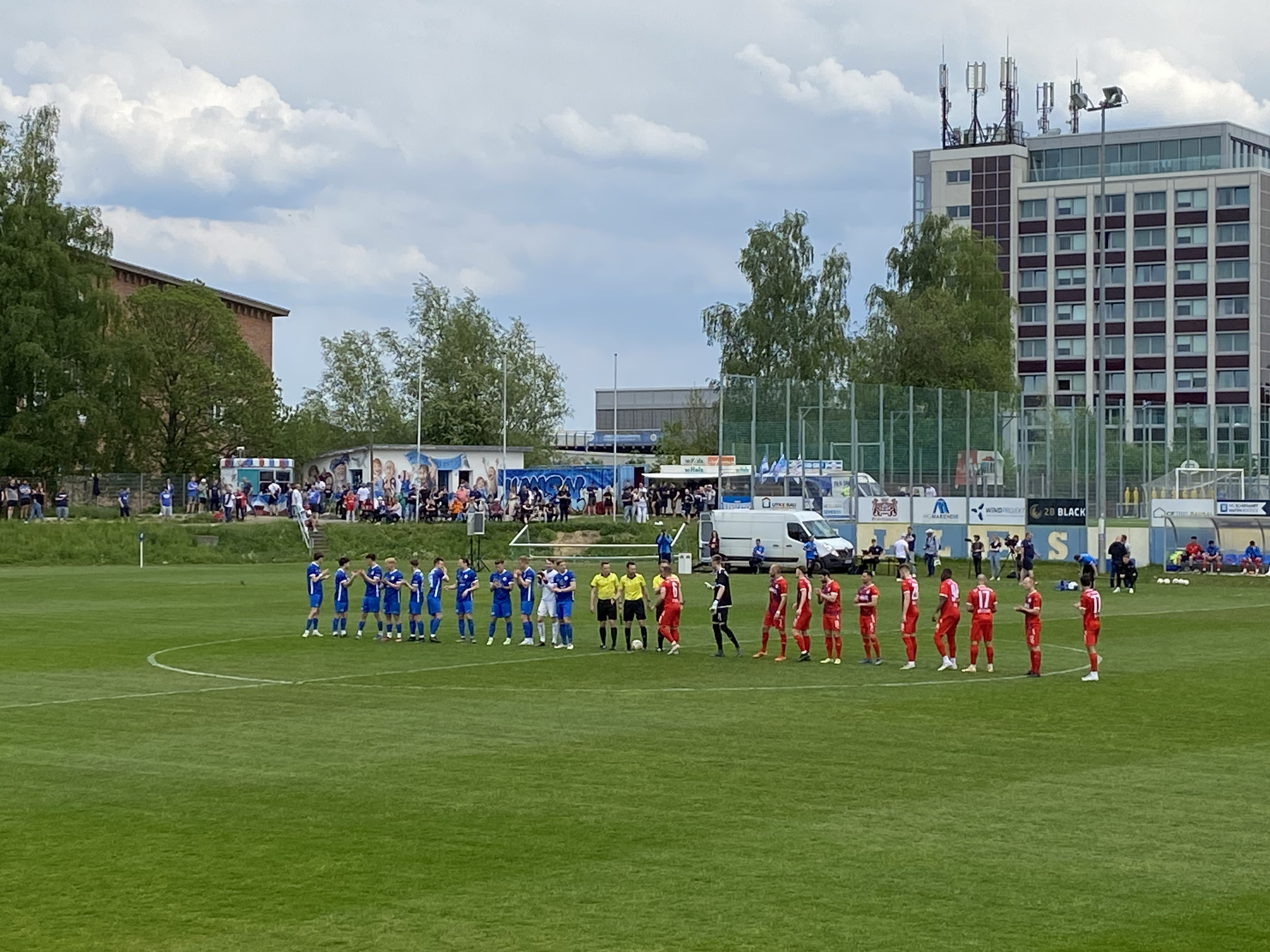
Volksstadion Rostock am 14. Mai 2023 kurz vor Spielbeginn gegen Tasmania Berlin. Im Hintergrund das Sportforum Rostock.

In der Saison 1951/52 wurden im Volksstadion vor bis zu 13.000 Zuschauern fünf DDR-Oberliga-Spiele der BSG Motor Wismar ausgetragen. Offizieller Grund war die Unbespielbarkeit des Jahnplatzes in Wismar. In der Saison 1986/87 trug der F.C. Hansa zudem neun Punkt- und zwei Pokalspiele im Volksstadion aus, während im Ostseestadion ein neuer Rasen gesät wurde. Ein Jahr später musste ein weiteres Mal ins Volksstadion ausgewichen werden, als das Oberligaspiel gegen Wismut Aue wegen Unbespielbarkeit des Hauptplatzes vor einer Absage stand. Im Jahr 1989 trug der F.C. Hansa sogar seine Heimspiele des Intertoto-Cups im Volksstadion aus. Gegner waren B 1903 Kopenhagen, TJ Plastika Nitra und Malmö FF. 
Das Stadion wurde zudem oft für die Heimspiele der Reservemannschaft des F.C. Hansa Rostock genutzt, die zeitweise in der zweithöchsten DDR-Spielklasse, der Liga, antrat. Auch die Heimspiele der Amateure des F.C. Hansa Rostock in der Oberliga Nordost wurden im Volksstadion ausgetragen; während der Zugehörigkeit zur Fußball-Regionalliga in den Saisons 2008/09 und 2009/10 spielten diese jedoch im Ostseestadion, da das Volksstadion nicht geeignet war. Zur Saison 2010/11 wurde die Mannschaft – obwohl sportlich nicht abgestiegen – wieder für die Oberliga gemeldet, um aus Kostengründen wieder im Volksstadion antreten zu können. Nach dem Staffelsieg in der Oberliga-Saison 2022/23 und dem damit verbundenen Aufstieg in die Regionalliga zur Saison 2023/24 zog die 2. Mannschaft erneut in das Ostseestadion um.
Ab 2023 trägt die neu gegründete Frauen-Mannschaft von Hansa Rostock ihre Heimspiele teils im Volksstadion aus.